# Dragan Đokanović

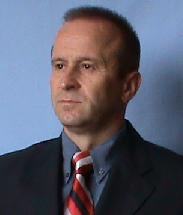
Dragan Đokanović

Dragan Đokanović (sârbă Драган Ђокановић, n. 20 aprilie 1958, Sarajevo, Republica Socialistă Bosnia și Herțegovina, RSF Iugoslavia), este un politician sârb din Bosnia și Herțegovina. Președintele partidului democrat din Bosnia-Herțegovina (sârbă Демократска Странка Федералиста). Ministrul al Republicii Serbska (1993-1994).
De profesie specialist de pediatrie, a lucrat la spitalul Koševo - Universitatea de Medicină din Sarajevo.